# Großsteingräber bei Sellin
Die Großsteingräber bei Sellin waren sieben megalithische Grabanlagen der jungsteinzeitlichen Trichterbecherkultur bei Sellin im Landkreis Vorpommern-Rügen (Mecklenburg-Vorpommern). Sie wurden vermutlich im 19. Jahrhundert zerstört.

## Forschungsgeschichte
Die Existenz der Gräber wurde in den 1820er Jahren durch Friedrich von Hagenow erfasst und ihre Lage auf der 1829 erschienenen Special Charte der Insel Rügen vermerkt. Von Hagenows handschriftliche Notizen, die den Gesamtbestand der Großsteingräber auf Rügen und in Neuvorpommern erfassen sollten, wurden 1904 von Rudolf Baier veröffentlicht. Die Anlagen bei Sellin wurden dabei nur listenartig aufgenommen.

## Lage
Die Gräber bildeten nach von Hagenows Karte zwei Gruppen. Die erste Gruppe lag nördlich des damals bebauten Ortsgebiets am Waldrand. Hier lagen drei Gräber nahe beieinander in einer ost-westlich verlaufenden Linie. Direkt nördlich des westlichsten Grab lag ein viertes und etwas nordwestlich von diesem ein fünftes. Das Gebiet mit den einstigen Standorten dieser Anlagen ist heute überbaut und wird im Süden von der Granitzer Straße und im Norden von der Kirchstraße begrenzt. Im Osten reicht es etwas über die Wilhelmstraße hinaus, im Westen endet es etwa auf halber Strecke zwischen der August-Bebel-Straße und dem Strindbergweg.
Die beiden anderen Gräber befanden sich südöstlich von Sellin auf einem Feld zwischen der nach Süden führenden Straße und dem Waldstreifen entlang der Küste. Sie lagen nahe beieinander auf einer nordnordwest-südsüdöstlich verlaufenden Linie. Auch dieses Gebiet ist heute überbaut. Die einstigen Standorte dieser Anlagen liegen heute östlich der Friedrich-von-Hagenow-Straße, etwa zwischen den gleichnamigen Querstraßen im Norden und Süden.

## Beschreibung
Nach von Hagenows Liste handelte es sich bei allen Anlagen um Großdolmen. Zwei sollen nur eine Grabkammer ohne steinerne Umfassung besessen haben, zwei weitere hatten eine ovale steinerne Umfassung und drei ein trapezförmiges Hünenbett. Nach den Kartensignaturen dürften die beiden südlichen Gräber nordnordwest-südsüdöstlich orientierte Hünenbetten besessen haben. Zu den Maßen dieser beiden Anlagen liegen keine Angaben vor. Bei den fünf nördlichen Gräber ist anhand der Signaturen nicht zu unterscheiden, welches Grab welchem Typ angehörte. Zur Ausrichtung und den Maßen dieser Gräber liegen keine Angaben vor.